# مايك دوفال
مايك دوفال (بالإنجليزية: Mike Duvall)‏ هو لاعب كرة قاعدة أمريكي، ولد في 11 أكتوبر 1974 في وارينتون في الولايات المتحدة.

## وصلات خارجية
- مايك دوفال على موقعبيزبول رفرنس.كوم (الدوري الرئيسي) (الإنجليزية)
- مايك دوفال على موقعبيزبول رفرنس.كوم (الدوري الثانوي) (الإنجليزية)
- مايك دوفال على موقع مشجعي الرسوم البيانية (الإنجليزية)